# Ellie Daniel
Ellie Daniel (Estados Unidos, 11 de junio de 1950) es una nadadora estadounidense retirada especializada en pruebas de estilo mariposa, donde consiguió ser campeona olímpica en 1968 en los 4 x 100 metros estilos.

## Carrera deportiva
En los Juegos Olímpicos de México 1968 ganó la medalla de oro en los relevos de 4 x 100 metros estilos (nadando el largo de mariposa), y plata en 100 y 200 metros mariposa.
Y cuatro años después, en las Olimpiadas de Múnich 1972 ganó el bronce en los 200 metros mariposa, tras sus compatriotas Karen Moe y Lynn Colella.